# The Prisoner (album)
| Recensione | Giudizio |
| ---------- | -------- |
| AllMusic   | [ 2 ]    |

The Prisoner è un album discografico di Herbie Hancock, pubblicato dalla casa discografica Blue Note Records nel febbraio del 1970.

## Tracce

### LP
Tutti i brani sono stati composti da Herbie Hancock, eccetto dove indicato.
Lato A
1. I Have a Dream – 10:55 – Registrato il 21 aprile 1969
2. The Prisoner – 7:55 – Registrato il 18 aprile 1969

Lato B
1. Firewater – 7:30 (C. B. Williams (Buster Williams)) – Registrato il 23 aprile 1969
2. He Who Lives in Fear – 6:50 – Registrato il 18 aprile 1969
3. Promise of the Sun – 7:50 – Registrato il 23 aprile 1969[3]

### CD
Edizione CD del 2000, pubblicato dalla Blue Note Records (7243 5 25649 2 7)
Tutti i brani sono stati composti da Herbie Hancock, eccetto dove indicato.
1. I Have a Dream – 10:56
2. The Prisoner – 7:54
3. Firewater – 7:30 (Buster Williams)
4. He Who Lives in Fear – 6:49
5. Promise of the Sun – 7:50
6. The Prisoner – 5:45 – Traccia bonus - Alternate Take - Registrato il 18 aprile 1969
7. Firewater – 8:38 (Buster Williams) – Traccia bonus - Alternate Take - Registrato il 23 aprile 1969

## Musicisti
I Have a Dream / The Prisoner / He Who Lives in Fear / The Prisoner (alternate take)
- Herbie Hancock - piano, piano elettrico
- Johnny Coles - flicorno
- Garnett Brown - trombone
- Tony Studd - trombone basso
- Jerome Richardson - clarinetto basso
- Joe Henderson - sassofono tenore, flauto contralto
- Hubert Laws - flauto
- Buster Williams - contrabbasso
- Albert "Tootie" Heath - batteria

Firewater / Promise of the Sun / Firewater (alternate take)
- Herbie Hancock - piano, piano elettrico
- Johnny Coles - flicorno
- Garnett Brown - trombone
- Jack Jeffers - trombone basso
- Jerome Richardson - flauto
- Romeo Penque - clarinetto basso
- Joe Henderson - sassofono tenore, flauto contralto
- Buster Williams - contrabbasso
- Albert "Tootie" Heath - batteria[3]

Note aggiuntive
- Duke Pearson - produttore
- Registrazioni effettuate il 18, 21 e 23 aprile 1969 al Van Gelder Studio di Englewood Cliffs, New Jersey (Stati Uniti)
- Rudy Van Gelder - ingegnere delle registrazioni
- Frank Gauna - art direction copertina album originale
- Herb Wong - note retrocopertina album originale[4]